# Abies pinsapo
Espèce
Statut de conservation UICN

 EN B1ab(i,ii,iii)+2ab(i,ii,iii) : En danger
Répartition géographique
Le sapin d'Andalousie ou sapin d'Espagne (Abies pinsapo) est une espèce d’arbre de la famille des Pinacées originaire d'Espagne.

## Description
Cet arbre peut atteindre 25 m de haut. Il peut former plusieurs flèches et porte des branches serrées. Les aiguilles courtes, rigides sont moins aplaties que chez la plupart des sapins, avec de fines bandes blanc bleuté sur les deux faces. Les rayons sont en écouvillon, les bourgeons très résineux.
Les feuillages bleutés obtenus par sélection de semis sont rangés sous le nom collectif de cultivar "Glauca".
Les organes reproducteurs sont de petits cônes apparaissant au printemps. Les cônes mâles ont une couleur pourprée et apparaissent au bout des branches basses ; les cônes femelles sont bruns à maturité et produits plutôt vers le faîte de l'arbre.

## Répartition et habitat
Cet arbre originaire d’Espagne et du Nord du Maroc a été introduit ailleurs, il est notamment utilisé comme arbre d'ornement. Il supporte des climats divers et des températures basses tel que le climat de moyenne montagne. Il est apte à pousser sur le calcaire.
Il a été introduit en France en 1839.

## Liste des variétés ou sous-espèces
Selon Catalogue of Life (18 juin 2013), il s'agit de deux différentes variétés ; selon World Checklist of Selected Plant Families (WCSP) (18 juin 2013) de deux sous-espèces :
- Abies pinsapo marocana : (Trab.) Ceballos & Bolaño pour la variété, (Trab.) Emb. & Maire pour la sous-espèce
- Abies pinsapo pinsapo Boiss. (1838)

## Utilisation
Son bois distillé produit un goudron végétal.